# Algieria na letnich igrzyskach olimpijskich
Reprezentanci Algierii występują na letnich igrzyskach olimpijskich od 1964 roku. Od tego czasu na IO wystąpili trzynastokrotnie (Algierczyków nie było tylko w Montrealu).

## Medale dla Algierii na letnich igrzyskach olimpijskich
| IO      | Liczba Sportowców | złoto | srebro | brąz | Razem |
| ------- | ----------------- | ----- | ------ | ---- | ----- |
| IO 1964 | 1                 | 0     | 0      | 0    | 0     |
| IO 1968 | 3                 | 0     | 0      | 0    | 0     |
| IO 1972 | 5                 | 0     | 0      | 0    | 0     |
| IO 1976 | Bojkot            | 0     | 0      | 0    | 0     |
| IO 1980 | 54                | 0     | 0      | 0    | 0     |
| IO 1984 | 32                | 0     | 0      | 2    | 2     |
| IO 1988 | 42                | 0     | 0      | 0    | 0     |
| IO 1992 | 35                | 1     | 0      | 1    | 2     |
| IO 1996 | 45                | 2     | 0      | 1    | 3     |
| IO 2000 | 47                | 1     | 1      | 3    | 5     |
| IO 2004 | 61                | 0     | 0      | 0    | 0     |
| IO 2008 | 62                | 0     | 1      | 1    | 2     |
| IO 2012 | 38                | 1     | 0      | 0    | 1     |
| IO 2016 | 64                | 0     | 2      | 0    | 2     |
| IO 2020 | 41                | 0     | 0      | 0    | 0     |

Dotychczas Algierczycy zdobyli 17 medali podczas igrzysk.

## Medaliści letnich igrzysk olimpijskich z Algierii

### Złote medale
Hassiba Boulmerka (lekkoatletyka, Barcelona 1992)
Noureddine Morceli (lekkoatletyka, Atlanta 1996)
Husajn Sultani (boks, Atlanta 1996)
Nouria Mérah-Benida (lekkoatletyka, Sydney 2000)
Taoufik Makhloufi (lekkoatletyka, Londyn 2012)

### Srebrne medale
Ali Saïdi-Sief (lekkoatletyka, Sydney 2000)
Amar Benikhlef (judo, Pekin 2008)
Taoufik Makhloufi (lekkoatletyka, Rio de Janeiro 2016)
Taoufik Makhloufi (lekkoatletyka, Rio de Janeiro 2016)

### Brązowe medale
Mustapha Moussa (boks, Los Angeles 1984)
Mohamed Zaoui (boks, Los Angeles 1984)
Husajn Sultani (boks, Barcelona 1992)
Mohamed Bahari (boks, Atlanta 1996)
Djabir Saïd-Guerni (lekkoatletyka, Sydney 2000)
Abderahmane Hammad (lekkoatletyka, Sydney 2000)
Mohamed Allalou (boks, Sydney 2000)
Soraya Haddad (judo, Pekin 2008)

## Medale według dyscyplin sportowych
| Klasyfikacja medalowa | Klasyfikacja medalowa | Klasyfikacja medalowa | Klasyfikacja medalowa | Klasyfikacja medalowa | Klasyfikacja medalowa |
| --------------------- | --------------------- | --------------------- | --------------------- | --------------------- | --------------------- |
| Miejsce               | Dyscyplina            | Złoto                 | Srebro                | Brąz                  | Razem                 |
| 1.                    | Lekkoatletyka         | 4                     | 3                     | 2                     | 9                     |
| 2.                    | Boks                  | 1                     | 0                     | 5                     | 6                     |
| 3.                    | Judo                  | 0                     | 1                     | 1                     | 2                     |